# 杜阿拉大學
杜阿拉大學（法語：Université de Douala）是非洲国家喀麥隆的一所公立综合性大學，位於該國經濟中心、最大城市及滨海区首府杜阿拉。

## 历史
1979年，杜阿拉大学中心成立，有高等经济商业学校（法語：École supérieure des sciences économiques et commerciales）及高等技術教育師範學校（法語：École normale d'enseignement technique）两所学校。1993年，喀麦隆政府通过第93/03號總統令，同意两所学校合并建制，并以此为基础成立杜阿拉大學。

## 外部連結
- 杜阿拉大學 （页面存档备份，存于）（法文）